# The Yinyang Master
The Yinyang Master (chino: 侍神令) es una película de fantasía china de 2021 dirigida por Li Weiran y protagonizada por Chen Kun y Zhou Xun. Está adaptada del juego de NetEase Onmyōji (que a su vez se basa en la serie de novelas Onmyōji del autor Baku Yumemakura). Se filmó en 2018 y se estrenó en China el primer día del Año Nuevo chino el 12 de febrero de 2021. Netflix, que ha adquirido los derechos de transmisión internacional, lanzó la película el 19 de marzo de 2021.

## Argumento
Qing Ming, un Maestro Yinyang, es un oficial mitad humano mitad demonio de la Oficina Yinyang que protege las almas demoníacas y un artefacto sobrenatural llamado la Piedra de Escala. Después de ser el chivo expiatorio de la muerte de un equipo de guardias y su superior, Cimu, se escapa y comienza una nueva vida, viajando entre los mundos de los humanos y los demonios.
Siete años después, cuando el rey demonio amenaza con regresar, se ve envuelto en el robo de tributos imperiales que entrega Boya. También es perseguido por Bai Ni, jefe de la Oficina de Yinyang, con quien tenía un pacto. Atrapado en una arena de combate en el mundo de los demonios, Qing Ming escapa con un Bai Ni herido, Boya y sus amigos. Se revela que Qing Ming ha estado cuidando y entrenando a un equipo de demonios en preparación para el regreso del Rey Demonio. Bai Ni es curado por Qing Ming y recupera la Piedra de Escama que había sido inadvertidamente tragada por uno de los demonios de Qing Ming. En su camino de regreso a la Oficina, Bai Ni es emboscado por Cimu y su secuaz, y la Piedra de Escala es robada. Cimu lo usa para convertirse en un poderoso demonio y usa su nuevo poder para iniciar una invasión demoníaca del mundo humano.
Mientras los demonios de Boya y Qing Ming defienden el puente entre los dos mundos, Cimu derrota a Qing Ming, quien tiene que hacer un trato con el Rey Demonio para obtener sus poderes. Él derrota a Cimu y libera su vínculo con Bai Ni, Boya y sus demonios, eligiendo dejarlos en el mundo de los humanos mientras regresa al mundo de los demonios.

## Reparto
- Chen Kun como Qing Ming
- Zhou Xun como Bai Ni
- William Chan como Ci Mu
- Qu Chuxiao como Yuan Boya
- Wang Likun como el Espíritu de Flor de Durazno
- Shen Yue como Shen Le
- Wang Zixuan como la Reina de Nieve
- Wang Ruiyi como el Espíritu de Mariposa

## Banda sonora
| N.º | Título                          | Cantante      | Duración |  |
| 1.  | «Promise 侍约»                  | William Chan  | 04:44    |  |
| 2.  | «Where You Belong 归处»         | Zhou Shen     | 04:10    |  |
| 3.  | «Cross Together 同渡»           | Jin Wenqi     | 04:59    |  |
| 4.  | «An Enemy or Friend 宿敌亲启»   | Feng Qinyuan  | 05:08    |  |
| 5.  | «Against the Shore 靠岸»        | Zhi Ma Mochi  | 04:05    |  |
| 6.  | «Someone in the Heart 心有所主» | Jill Yan Qier | 03:16    |  |